# Atletica leggera ai Giochi della V Olimpiade - Salto in alto da fermo

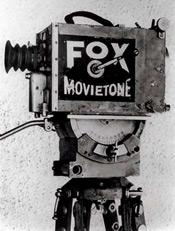
video della gara (durata: 12")

La competizione del salto in alto da fermo di atletica leggera ai Giochi della V Olimpiade si tenne il 13 luglio 1912 allo Stadio Olimpico di Stoccolma.

## Risultati

### Turno eliminatorio
I 17 concorrenti sono stati divisi in tre gruppi. Solo 6 concorrenti superano il limite di qualificazione per la finale a 1,50.
| Pos. | Atleta                | Nazione       | Misura | Salti | Salti | Salti | Salti | Salti | Salti |
| Pos. | Atleta                | Nazione       | Misura | 1,30  | 1,35  | 1,40  | 1,45  | 1,48  | 1,50  |
| ---- | --------------------- | ------------- | ------ | ----- | ----- | ----- | ----- | ----- | ----- |
| 1    | Platt Adams           | Stati Uniti   | 1,50   | O     | O     | O     | O     | O     | O     |
| 7    | Karl Bergh            | Svezia        | 1,45   | O     | O     | O     | XXO   | XXX   | ---   |
| 13   | Rodolfo Hammersley    | Cile          | 1,40   | O     | O     | O     | XXX   | ---   | ---   |
| 13   | Birger Brodtkorb      | Norvegia      | 1,40   | XO    | XO    | XO    | XXX   | ---   | ---   |
| 16   | Benjamin Howard Baker | Gran Bretagna | 1,35   | XO    | O     | XXX   | ---   | ---   | ---   |

| Pos. | Atleta                   | Nazione     | Misura | Salti | Salti | Salti | Salti | Salti | Salti |
| Pos. | Atleta                   | Nazione     | Misura | 1,30  | 1,35  | 1,40  | 1,45  | 1,48  | 1,50  |
| ---- | ------------------------ | ----------- | ------ | ----- | ----- | ----- | ----- | ----- | ----- |
| 1    | Benjamin Adams           | Stati Uniti | 1,50   | O     | O     | O     | O     | ---   | O     |
| 1    | Kōnstantinos Tsiklītīras | Grecia      | 1,50   | O     | O     | O     | O     | ---   | O     |
| 1    | Leo Goehring             | Stati Uniti | 1,50   | O     | O     | O     | XXO   | ---   | XO    |
| 1    | Richard Byrd             | Stati Uniti | 1,50   | O     | O     | O     | O     | ---   | XXO   |
| 7    | Forest Fletcher          | Stati Uniti | 1,45   | O     | O     | O     | O     | ---   | XXX   |
| 7    | Rudolf Smedmark          | Svezia      | 1,45   | O     | O     | O     | O     | ---   | XXX   |
| 7    | Frank Belote             | Stati Uniti | 1,45   | O     | O     | XXO   | O     | ---   | XXX   |
| 13   | Alfred Schwarz           | Russia      | 1,40   | O     | O     | O     | XXX   | ---   | ---   |
| 17   | Helmer Måhl              | Svezia      | 1,30   | O     | ---   | ---   | ---   | ---   | ---   |

| Pos. | Atleta        | Nazione  | Misura | Salti | Salti | Salti | Salti | Salti | Salti |
| Pos. | Atleta        | Nazione  | Misura | 1,30  | 1,35  | 1,40  | 1,45  | 1,48  | 1,50  |
| ---- | ------------- | -------- | ------ | ----- | ----- | ----- | ----- | ----- | ----- |
| 1    | Edvard Möller | Svezia   | 1,50   | O     | O     | O     | O     | ---   | O     |
| 7    | Géo André     | Francia  | 1,45   | ---   | O     | XO    | XO    | ---   | XXX   |
| 7    | Leif Ekman    | Svezia   | 1,45   | O     | O     | O     | XXO   | ---   | XXX   |
| 18   | Andor Horvag  | Ungheria | 0      | ---   | XXX   | ---   | ---   | ---   | ---   |

### Finale
| Pos.    | Atleta         | Età | Nazione     | Misura | Salti | Salti | Salti | Salti | Salti | Salti | Salti | Salti |
| Pos.    | Atleta         | Età | Nazione     | Misura | 1,30  | 1,40  | 1,45  | 1,50  | 1,55  | 1,60  | 1,63  | 1,66  |
| ------- | -------------- | --- | ----------- | ------ | ----- | ----- | ----- | ----- | ----- | ----- | ----- | ----- |
| Oro     | Platt Adams    | 27  | Stati Uniti | 1,63   | O     | O     | O     | O     | O     | XO    | O     | XXX   |
| Argento | Benjamin Adams | 32  | Stati Uniti | 1,60   | O     | O     | O     | O     | O     | O     | XXX   | ---   |
| Bronzo  | K. Tsiklitiras | 24  | Grecia      | 1,55   | O     | O     | O     | XO    | XO    | XXX   | ---   | ---   |
| 4       | Edvard Möller  |     | Svezia      | 1,50   | O     | O     | O     | O     | XXX   | ---   | ---   | ---   |
| 4       | Leo Goehring   |     | Stati Uniti | 1,50   | O     | XO    | O     | O     | XXX   | ---   | ---   | ---   |
| 4       | Richard Byrd   |     | Stati Uniti | 1,50   | O     | O     | O     | XO    | XXX   | ---   | ---   | ---   |

I primi due classificati Platt Adams e Benjamin Adams sono fratelli.